# Vasilij 3. af Moskva
Vasilij 3. Ivanovitsj (russisk: Василий III Иванович (født 25. marts 1479, død 4. december 1533) var storfyrste af Moskva fra 1505 til 1533.
Vasilij var søn af Ivan 3. af Moskva og brugte størstedelen af sin regeringstid på at konsolidere faderens erobringer. Vasilij forøgede også selv rigets territorium og overtog blandt andet fyrstendømmet Rjazan i 1521 og byen Novgorod-Severskij i 1522.
Vasilij var barnløs i sit første ægteskab og forstødte derfor sin hustru Solomonia Saburova i 1526. Med sin nye dronning Elena Glinskaja fik Vasilij en søn i 1530, den senere Ivan 4. af Rusland.